# Clydonodozus multistriatus
Clydonodozus multistriatus är en tvåvingeart som beskrevs av Günther Enderlein 1912. Clydonodozus multistriatus ingår i släktet Clydonodozus och familjen småharkrankar. Inga underarter finns listade i Catalogue of Life.